# Nanna nigrifrontata
Nanna nigrifrontata är en tvåvingeart som först beskrevs av Becker 1894.  Nanna nigrifrontata ingår i släktet Nanna och familjen kolvflugor. Inga underarter finns listade i Catalogue of Life.